# 坎普頓 (新罕布什爾州)
坎普頓（英語：Campton）是一個位於美國新罕布什爾州格拉夫頓縣的鎮。

## 人口
根據2020年美國人口普查的數據，坎普頓的面積為136.10平方千米，當中陸地面積為134.30平方千米，而水域面積為1.80平方千米。當地共有人口3343人，而人口密度為每平方千米25人。